# Замок Кілхурн
Кілхурн (англ. Kilchurn Castle) — руїни замку 15 століть, що збереглися на колишньому крихітному острівці біля північно-східного краю озера Лох-Ейв в області Аргілл-і-Б'ют на західному узбережжі Шотландії.

## Розташування
Замок розташовується на березі озера Лох-Ейв (це третє за площею і найдовше озеро Шотландії). Острів, на якому стояв замок Кілхурн, був за розміром трохи більший, ніж сам замок. Деякі історичні джерела стверджують, що у Кілхурн можна було потрапити по мосту з берега, однак насправді виявилося, що між островом та сушею моста не було. У 1817 році острів з'єднався з берегом, так як рівень води в озері сильно впав.
Знаходиться замок у 110 км від Глазго. Дістатися сюди можна пішки від прилеглого містечка Далмаллі.

## Історія замку

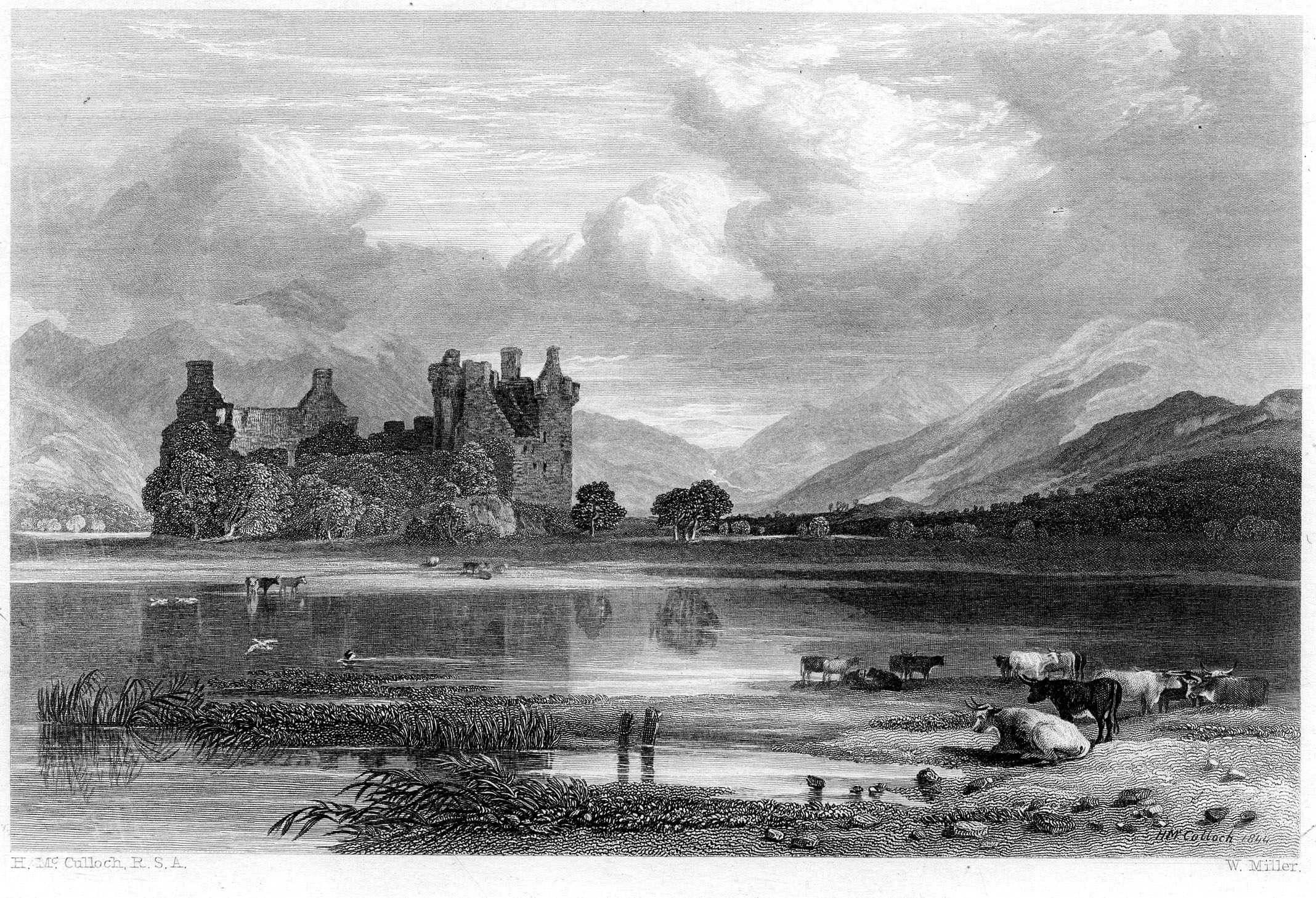
Замок Кілхурн на гравюрі Вільяма Міллера, 1846

Замок Кілхурн був родовим гніздом клану Кемпбеллів з Глен Орхи, частиною клану Кемпбеллів — Кемпбелли з Бредалбейна котрі пізніше стали графами Бредалбейн.
Найдавніша частина замку була побудована у 1450 році сером Коліном Кемпбеллом, першим лордом Гленорхі (Glenorchy), що складався з п'ятиповерхового донжону з внутрішнім двором, захищеним зовнішніми стінами. Приблизно у 1500 році замок розширили з південного боку, добудовано додатковий зал, в 16 і 17 століттях у дворі з'явилися ще споруди. У 16 століття замок Кілхурн був розширений Дунканом Кемпбеллом, котрий добудував одноповерхову їдальню з південного боку. У другій половині 16-го століття інший сер Колін Кемпбелл, 6-й лорд, продовжив розбудову замку, побудувавши кілька кімнат північніше від головної вежі. До кінця 16 століття замок перейшов до клану клан МакГрегор. У 14 столітті саме МакГрегори володіли околицями Кілхурна, поки вони не перейшли до Кемпбеллів як придане. МакГрегори були призначені володарями Кілхурна, поки Кемпбелли займалися справами замку Фінхарна. Ця домовленість тривала до початку 17 століття, коли між двома сім'ями спалахнула ворожнеча, яка ледь не погубила обидва клану і Кілхурн повернувся до Кемпбеллів. У 1681 році сер Джон Кемпбелл Гленорхі став першим графом Бредалбейном. Щоб забезпечити оборону в неспокійні часи, він перетворив Кілхурн в аналог сучасних казарм, здатний розмістити дві сотні солдатів, побудувавши триповерховий Г-подібний блок уздовж північного боку. Під час якобітскіх повстань 1715 та 1745 років, замок Кілхурн використовувався для розміщення урядового гарнізону, а Кемпбелли переїхавши у замок Теймут в Пертширі. Кемпбелли намагалися продати замок Кілхурн уряду, але безуспішно.
На жаль, до наших днів збереглася лише невелика частина цієї величної споруди. Як і у випадку з багатьма іншими замками Шотландії, час повільно але впевнено руйнувало будова. Замок Кілхурн у 1760 році був сильно пошкоджений блискавкою і повністю покинутий людьми. XV
Околиці замку вражають своєю красою та належать до найкрасивіших місць для відпочинку Шотландії.

## Галерея

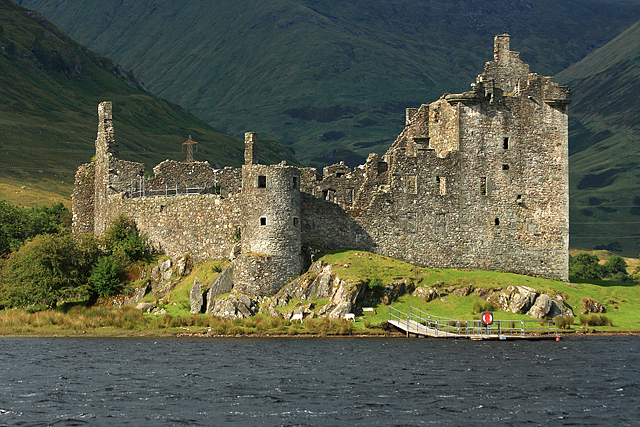
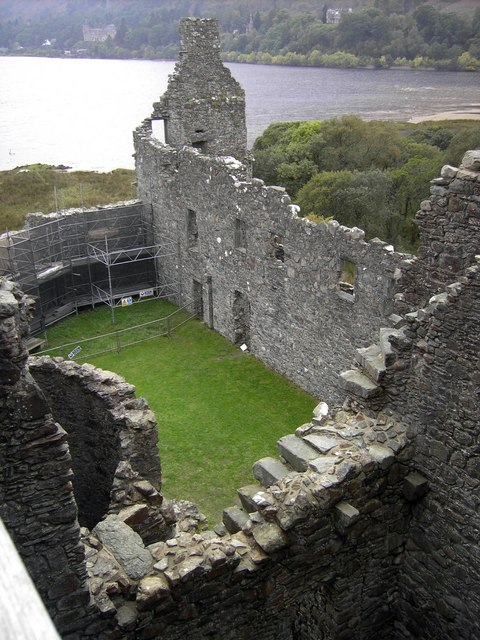
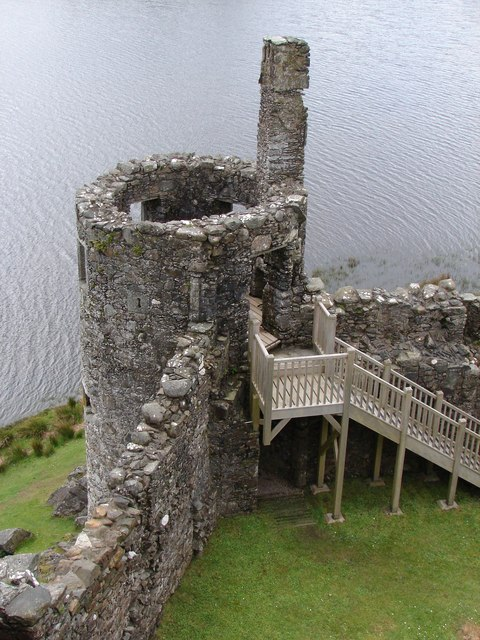
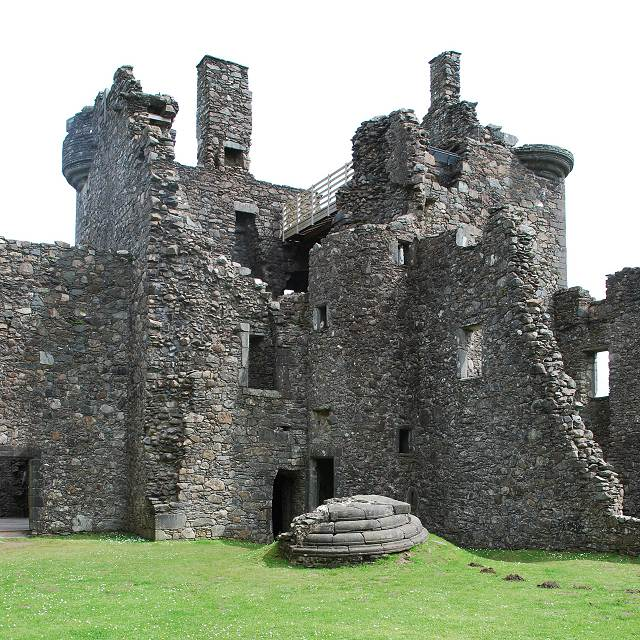
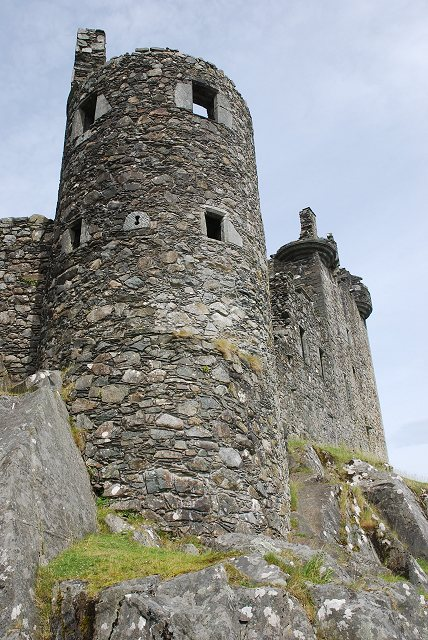
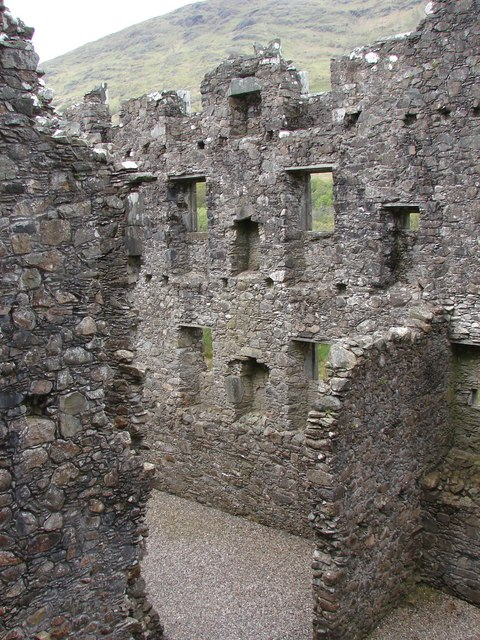

## Сьогодення
Нині Кілхурн знаходиться під опікою «Historic Scotland» — організації, яка дбає про історичну спадщину Шотландії. Руїни замку відкриті для мандрівників та туристів тільки в літні місяці, а у інший пори року Кілхурн закритий для відвідувачів.